# Notobuxus obtusifolia
Notobuxus obtusifolia är en buxbomsväxtart som beskrevs av Gottfried Wilhelm Johannes Mildbraed. Notobuxus obtusifolia ingår i släktet Notobuxus och familjen buxbomsväxter. Inga underarter finns listade i Catalogue of Life.